# سكة حديد البلطيق
سكة حديد البلطيق هو مشروع بنية تحتية للنقل بالسكك الحديدية قيد التنفيذ ، بهدف دمج دول البلطيق في شبكة السكك الحديدية الأوروبية.  والغرض منه هو توفير خدمة نقل الركاب والشحن بين الدول المشاركة وتحسين خطوط السكك الحديدية بين وسط وشمال أوروبا ، وتحديداً المنطقة الواقعة جنوب شرق بحر البلطيق . علاوة على ذلك ، فالهدف منه أن يكون حافزًا لبناء الممر الاقتصادي في شمال شرق أوروبا . يضم المشروع خط سكة حديد مستمرة من تالين (إستونيا) إلى وارسو (بولندا) ، يتألف من محطات عبر ريغا (لاتفيا) ، كاوناس ، وفيلنيوس (ليتوانيا). يبلغ طوله الإجمالي في دول البلطيق 870 كيلومتر (540 ميل) ، مع 213 كيلومتر (132 ميل) في إستونيا ، 265 كيلومتر (165 ميل) في لاتفياو 392 كيلومتر (244 ميل) في ليتوانيا.  يعد مشروع شبكة السكك الحديدية في البلطيق أحد المشاريع ذات الأولوية للاتحاد الأوروبي. حيث يعد جزء من ممر بحر الشمال - البلطيق لشبكات النقل عبر أوروبا (TEN-T).
ستضيف سكة حديد البلطيق أول خط سكة حديد معياري واسع النطاق في المنطقة. شبكات السكك الحديدية القديمة في فنلندا وإستونيا ولاتفيا وليتوانيا بشكل أساسي في المقياس الروسي (1،520 مم). تم بناء خطوط السكك الحديدية الأولى لهذه الدول في النصف الثاني من القرن التاسع عشر عندما كانت جزءًا من الإمبراطورية الروسية . في حين تم بناء بعض خطوط السكك الحديدية أو تحويلها إلى مقياس ضيق أو قياسي بين الحرب العالمية الأولى والحرب العالمية الثانية في دول البلطيق المستقلة أو التي تحتلها ألمانيا ، تم تحويلها لاحقًا إلى مقياس روسي تحت الحكم السوفيتي بعد عام 1945.
وفقًا لدراسة أجرتها شركة إرنست ويونغ ، تقدر الفوائد الاجتماعية والاقتصادية القابلة للقياس بـ 16.2 مليار يورو.   التأثير المضاعف للناتج المحلي الإجمالي المقدّر الذي سيخلقه مشروع سكة حديد البلطيق العالمي هو 2 مليار يورو إضافية.  وفقًا للدراسة نفسها ، ستنقذ سكة حديد البلطيق ما يقدر بنحو 400 من الأرواح البشرية في غضون 29 عامًا.   اعتبارًا من يناير 2020 ، كان من المتوقع أن يتم الانتهاء من ربط السكك الحديدية عالية السرعة من تالين إلى الحدود الليتوانية البولندية بحلول عام 2026. [بحاجة لتحديث]اعتبارًا من يونيو 2020 ، كان من المتصور أن يتم الانتهاء من نفق السكك الحديدية تحت البحر بين تالين وهلسنكي في منتصف عام 2026.  في نهاية أبريل 2021 ، وقعت حكومتا إستونيا وفنلندا مذكرة تفاهم تلتزمان بالتعاون في مجال النقل. اعتبارًا من فبراير 2023 ، كان النفق لا يزال في مرحلة الدراسه.

## ملخص

### الأثر البيئي المقترح
ستكون سكة حديد البلطيق سكة حديد كهربائية مدفوعة رغبة في تقليل انبعاثات الغازات الدفيئة . تم التخطيط للسكك الحديدية لتجنب المناطق المحمية ناتورا 2000 ، بالإضافة إلى تقليل التأثيرات على المناطق المحمية الأخرى الحساسة بيئيًا والمناطق الموجودة حوالي 1،520 مناطق شبكات السكك الحديدية قياس ملم. عند الضرورة ، سيتم تركيب حواجز حماية من الضوضاء. سيتم بناء ممرات خاصة للحيوانات عبر السد. 

### المحطات
سيمكن مشروع السكك الحديدية من نقل البضائع من خلال طريقتين أو أكثر من وسائل النقل. يتضمن سكة حديد البلطيق خططًا لثلاث محطات شحن متعددة الوسائط تقع في Muuga Harbour (إستونيا) ، و سالاسبيلس (لاتفيا) ، و كاوناس (ليتوانيا). ويهدف هذا إلى خلق أوجه تآزر مع 1،520 الموجودة مم البنية التحتية لنظام السكك الحديدية. سيكون هناك سبع محطات ركاب دولية - في تالين وبارنو وريغا ومطار ريغا وبانيفيز وكاوناس وفيلنيوس - مع محطات إقليمية محتملة ووصلات بالمطارات والموانئ البحرية. 